# 斯克里什瓦拉鄉 (奧爾特縣)
43°59′03″N 24°33′35″E / 43.9841°N 24.5596°E
斯克里什瓦拉鄉（羅馬尼亞語：Comuna Scărișoara, Olt），是羅馬尼亞的鄉份，位於該國南部，由奧爾特縣負責管轄，面積45平方公里，海拔高度54米，2007年人口3,216，人口密度每平方公里72人。